# Einar Palmqvist
Janne Einar Andreas Palmqvist, född 23 maj 1900 i Lekeryd i Jönköpings län, död där 8 januari 1990, var en svensk målare och grafiker.
Han var son till kantorn Aron Palmqvist och hans hustru Lina. Palmqvist studerade vid Berggrens målarskola och Otte Skölds målarskola i Stockholm samt vid Académie Julian i Paris. Han medverkade i ett flertal grupp- och samlingsutställningar. Hans konst består av landskapsmålningar med motiv från Öland och Bohuslän huvudsakligen utförda i olja. Einar Palmqvist är begravd på Lekeryds kyrkogård.